# Rizal (Occidental Mindoro)
Rizal is een gemeente in de Filipijnse provincie Occidental Mindoro op het eiland Mindoro. Bij de laatste census in 2007 had de gemeente ruim 32 duizend inwoners.

## Geografie

### Bestuurlijke indeling
Rizal is onderverdeeld in de volgende 11 barangays:
| - Adela - Aguas - Magsikap - Malawaan - Manoot - Pitogo | - Rizal - Rumbang - Salvacion - San Pedro - Santo Niño |

## Demografie
Rizal had bij de census van 2007 een inwoneraantal van 32.065 mensen. Dit zijn 2.280 mensen (7,7%) meer dan bij de vorige census van 2000. De gemiddelde jaarlijkse groei komt daarmee uit op 1,02%, hetgeen lager is dan het landelijk jaarlijks gemiddelde over deze periode (2,04%). Vergeleken met de census van 1995 is het aantal mensen met 4.953 (18,3%) toegenomen.

De bevolkingsdichtheid van Rizal was ten tijde van de laatste census, met 32.065 inwoners op 242,5 km², 132,2 mensen per km².